# 印度洋棱鯷
印度洋棱鯷（学名：Thryssa gautamiensis）為輻鰭魚綱鲱形目鳀科的其中一種，分布於印度洋區的印度海域，棲息深度可達50公尺，本魚吻端左右眼上緣水平。頜骨適中，略微超出鰓蓋邊緣，呈橢圓形。鰓裂後面上部具暗斑;一雙背部暗線，從後頸到尾鰭延伸，臀鰭軟條34-37枚，體長可達21.5公分，棲息在沿海，可做為食用魚。

## 擴展閱讀
維基物種上的相關：印度洋棱鯷